# Lilium paradoxum
Lilium paradoxum ist eine Art aus der Gattung der Lilien (Lilium) in der asiatischen Sektion innerhalb der Familie der Liliengewächse (Liliaceae).

## Beschreibung
Lilium paradoxum ist ausdauernd und wird zwischen 20 und 45 Zentimetern hoch. Die annähernd kugelförmige Zwiebel erreicht einen Durchmesser von 1 bis 2,5 Zentimetern und hat eiförmige Schuppen, die bis zu 2,5 Zentimeter lang und 8 Millimeter breit werden. Die elliptischen oder verkehrt-eiförmigen bis verkehrt-lanzettlichen Laubblätter sind unbehaart, stehen meist in Wirteln, gelegentlich einzeln entlang des Stängels, sind 4,5 bis 5,5 Zentimeter lang und 1,8 bis 2 Zentimeter breit.
Die Pflanze blüht im Juli mit einer endständigen, glockenförmigen Blüte. Die sechs gleichgestalteten schmal elliptischen, gelegentlich schmal eiförmigen Blütenhüllblätter (Tepalen) sind violett und nicht gefleckt, 2,5 bis 3,5 Zentimeter lang und 1 bis 1,4 Zentimeter breit.
Die Staubblätter sind kürzer als die Blütenblätter, der Staubfaden ist bis zu 1,6 Zentimeter, der Staubbeutel 6 bis 8 Millimeter lang.

## Verbreitung
Lilium paradoxum ist endemisch im Südosten von Tibet in Höhenlagen zwischen 3200 und 3900 m, sie besiedelt Buschland, Hangwiesen und felsige Böden.

## Botanische Geschichte
Lilium paradoxum wurde erstmals 1947 durch Tsongpen, den Bergführer einer Expedition, gesammelt und in England von William Thomas Stearn 1956 erstbeschrieben. Erst 1997 konnte die Art (am selben Fundort) durch eine botanische Expedition wiederentdeckt werden.